# Distretto urbano di Lindi
Il distretto urbano di Lindi è un distretto della Tanzania situato nella regione di Lindi. È suddiviso in 18 circoscrizioni (wards) e conta una popolazione di 78 841 abitanti (censimento 2012). 
Elenco delle circoscrizioni:
- Chikonji
- Jamhuri
- Makonde
- Matopeni
- Mbanja
- Mikumbi
- Mingoyo
- Mitandi
- Msanjihili
- Mtanda
- Mwenge
- Nachingwea
- Ndoro
- Ng'apa
- Rahaleo
- Rasbura
- Tandangongoro
- Wailes